# جزيرة بيسكادور
جزيرة بيسكادور (بالإنجليزية: Pescador Island) هي جزيرة صغيرة تقع قبالة ساحل بلدية موالبوال في مقاطعة سيبو، وسط الفلبين، تقع ضمن منطقة بيسايا الوسطى، وتُعد جزءًا من مضيق تانون (Tañon Strait) الذي يفصل سيبو عن نيغروس.

## نبذه
تشتهر الجزيرة بكونها وجهة بارزة للغوص السطحي والغطس العميق، نظرًا لغناها بالحياة البحرية والشعاب المرجانية الملونة. كما تضم "جدار بيسكادور" الشهير، وهو منحدر مرجاني يجذب الغواصين من مختلف أنحاء العالم، بالإضافة إلى فرص مشاهدة أسراب السردين المعروفة بـ"كرة السردين".
تُدار الجزيرة كمحمية بحرية، وتخضع لبرامج حماية بيئية للحفاظ على تنوعها البيولوجي، مما يجعلها من أبرز مواقع السياحة البيئية في المنطقة.